# 전북특별자치도의 기념물 (제101호 ~ 제200호)
전북특별자치도 기념물은 지방기념물 중에서 전북특별자치도 내에 있는 문화재를 의미한다. 최고의 문화재로 지정되지 않은 것들 중 패총, 고분, 성지, 궁지 등의 사적지 중 역사적, 학술적 가치가 있는 것, 경승지로서 예술적 기교, 관람 가치가 있는 및 동물, 식물, 광물, 동굴 등에서 학술적인 가치가 있는 것"을 대상으로 전라북도지사가 조례에 따라 지정한다.

## 지정목록

### 제101호 ~ 제200호
| 번호  | 사진 | 명칭                                                              | 소재지                                                | 관리자 (단체)                            | 지정일                                                           | 참조 |
| 101호 |      | 백장선생 유적 (白丈先生 遺蹟)                                     | 전북 장수군 장계면 금덕리 산42-1                      | 수원백씨정신제공파대종회                 | 1999년 4월 23일 지정                                             |      |
| 102호 |      | 안위장군묘 (安衛將軍墓)                                           | 전북 김제시 백산면 조종리 산4-5                       | .                                        | 1999년 11월 19일 지정                                            |      |
| 103호 |      | 구파백정기의사고택지 (鷗波白貞基義士古宅址)                       | 전북 정읍시 영원면 은선리 734                         | .                                        | 1999년 11월 19일 지정                                            |      |
| 104호 |      | 사자사지 (師子寺址)                                               | 전북 익산시 금마면 신용리 609-1                       | 사자사                                   | 2000년 3월 31일 지정                                             |      |
| 105호 |      | 율촌리고분군 (栗村里古墳群)                                       | 전북 익산시 황등면 율촌리 산41                        | 전주이씨임영대군정간공파홍익송학동종중회 | 2000년 6월 23일 지정                                             |      |
| 106호 |      | 공덕면의은행나무 (공덕면의은행나무)                               | 전북 김제시 공덕면 마현리 816-1                       | 정민성                                   | 2000년 7월 7일 지정                                              |      |
| 107호 |      | 전라감영지 (全羅監營址)                                           | 전북 전주시 완산구 중앙동 4-1                         | .                                        | 2000년 9월 8일 지정                                              |      |
| 108호 |      | 경복사지 (景福寺址)                                               | 전북 완주군 구이면 평촌리 1외 13필지                  | 전의이씨문의공첨전공파종중외             | 2000년 11월 17일 지정                                            |      |
| 109호 |      | 성당면의은행나무 (성당면의은행나무)                               | 전북 익산시                                           | 익산시                                   | 2000년 11월 28일 지정                                            |      |
| 110호 |      | 말목장터와감나무 (말목장터와감나무)                               | 전북 정읍시 이평면 두지리 191-2                       | 정읍시                                   | 2001년 4월 27일 지정                                             |      |
| 111호 |      | 산수리지석묘 (山水里支石墓)                                       | 전북 고창군 성송면 산수리 544                         | 고창군                                   | 2001년 9월 21일 지정                                             |      |
| 112호 |      | 이병기생가의탱자나무 (이병기생가의탱자나무)                       | 전북 익산시                                           | 윤옥병                                   | 2001년 12월 27일 지정                                            |      |
| 113호 |      | 익산향교의은행나무 (익산향교의은행나무)                           | 전북 익산시                                           | 익산향교                                 | 2001년 12월 27일 지정                                            |      |
| 114호 |      | 망해사의팽나무 (망해사의팽나무)                                   | 전북 김제시                                           | 망해사                                   | 2001년 12월 27일 지정                                            |      |
| 115호 |      | 고창용산리분청사기요지 (高敞龍山里粉靑沙器窯址)                   | 전북 고창군 부안면 용산리 산159-2                     | 김영기                                   | 2002년 8월 2일 지정                                              |      |
| 116호 |      | 여산동헌의느티나무 (礪山東軒의느티나무)                           | 전북 익산시 여산면 여산리 445-2                       | .                                        | 2002년 8월 2일 지정                                              |      |
| 117호 |      | 고창하고리왕버들나무숲 (高敞下古里왕버들나무숲)                   | 전북 고창군 성송면 하고리 123외 37필지                | 고창군,삼태마을                          | 2002년 8월 2일 지정                                              |      |
| 118호 |      | 해학이기선생생가 (海鶴李沂先生生家)                               | 전북 김제시 성덕면 대석리 340-1                       | 이정환                                   | 2003년 12월 26일 지정                                            |      |
| 119호 |      | 되재성당지 (升峙聖堂地)                                           | 전북 완주군 화산면 승치리 729-1                       | (재)전주구천주교회유지재단               | 2004년 7월 30일 지정                                             |      |
| 120호 |      | 이산묘 (駬山廟)                                                   | 전북 진안군                                           | 이산묘봉찬회                             | 2004년 7월 30일 지정                                             |      |
| 121호 |      | 구암사의 은행나무 (龜巖寺의 은행나무)                             | 전북 순창군 복흥면 봉덕리 산94                        | 순창군                                   | 2004년 9월 10일 지정                                             |      |
| 122호 |      | 고부관아터 (古阜官衙址)                                           | 전북 정읍시 고부면 고부리 161 외                      | 정읍교육청                               | 2005년 6월 3일 지정                                              |      |
| 123호 |      | 회안대군묘 (懷安大君墓)                                           | 전북 전주시 덕진구 금상동 59-5                        | 전주이씨회안대군파종중                   | 2005년 12월 16일 지정                                            |      |
| 124호 |      | 옥천부원군조원길묘및묘표 (玉川府院君趙元吉墓및墓表)               | 전북 순창군 유등면 건곡리 산86-14                     | 옥천조씨대종회                           | 2005년 12월 16일 지정                                            |      |
| 125호 |      | 여산숲정이순교성지 (礪山숲정이殉敎聖地)                           | 전북 익산시 여산면 여산리 295번지 외 26필지           | 익산시                                   | 2007년 10월 19일 지정                                            |      |
| 126호 |      | 고창만동유적 (高敞萬洞遺蹟)                                       | 전북 고창군 고창읍 도산리 산32-4                      | 고창군                                   | 2009년 10월 9일 지정                                             |      |
| 127호 |      | 지포김구선생묘역일원 (止浦金坵先生墓域一圓)                       | 전북 부안군                                           | 부안군                                   | 2009년 10월 23일 지정                                            |      |
| 128호 |      | 장수 삼봉리 가야고분군 (長水 三峰里 伽倻古墳群)                   | 전북 장수군 장계면 삼봉리 산108-1 일원                | 장수군                                   | 2013년 11월 15일 지정                                            |      |
| 129호 |      | 고창 무장 동학농민혁명 기포지 (高敞 茂長 東學農民革命 起包地)     | 전북 고창군 공음면 구암리 590번지 일원                | 고창군                                   | 2014년 10월 31일 지정                                            |      |
| 130호 |      | 정읍 내장산 조선왕조실록 보존터 (井邑 內藏山 朝鮮王朝實錄 保存址) | 전북 정읍시 내장동 산 231번지                         | 대한불교조계종 내장사                    | 2015년 7월 24일 지정                                             |      |
| 131호 |      | 완주 대둔산 동학농민혁명 전적지 (完州 大屯山 東學農民革命 戰蹟地) | 전북 완주군 운주면 산북리 산15-24번지                 | 완주군                                   | 2015년 12월 28일 지정                                            |      |
| 132호 |      | 장수 동촌리 가야고분군 (長水東村里伽耶古墳群)                     | 전북 장수군 장수읍 두산리 산4                         | 장수군                                   | 2016년 12월 16일 지정, 2019년 10월 1일 해제, 사적 제552호로 승격 | ,    |
| 133호 |      | 임실 상가 윷판형 암각화유적 (任實上加윷版形巖刻畵遺蹟)            | 전북 임실군 신평면 가덕리 산32, 신평면 가덕리 939-4도 | 임실군, 유문종                           | 2016년 12월 16일 지정                                            | ,    |
| 134호 |      | 진안 도통리 중평 청자요지 (鎭安道通里中坪靑瓷窯址)                | 전북 진안군 성수면 도통리 산40-1, 39-1                | 이복상, 이인홍                           | 2016년 12월 16일 지정, 2019년 9월 2일 해제, 사적 제551호로 승격  | ,    |
| 135호 |      | 군산 선유도 고려유적 (群山 仙遊島 高麗遺蹟)                       | 전북 군산시 옥도면 선유도리 134                       | 군산시                                   | 2017년 4월 7일 지정                                              | ,    |
| 136호 |      | 순창 운림리 농소고분 (淳昌 雲林里 農所古墳)                       | 전북 순창군 적성면 운림리 산13                        | 산림청                                   | 2017년 7월 7일 지정                                              | ,    |
| 137호 |      | 원평 집강소터 (元坪 執綱所地)                                     | 전북 김제시 금산면 원평리 184-3                       | 문화재청                                 | 2017년 7월 7일 지정                                              | ,    |
| 138호 |      | 남원 월산리 고분군 (南原 月山里 古墳群)                           | 전북 남원시 아영면 청계리 산 1-10 등 14필지           | 남원시                                   | 2018년 6월 15일 지정                                             | ,    |
| 139호 |      | 완주 탄현봉수 (炭峴烽燧)                                          | 전북 완주군 운주면 금당리 산45번지                    | 완주군                                   | 2019년 11월 15일 지정                                            | ,    |
| 140호 |      | 부안 점방산 봉수 (扶安 占方山 烽燧)                               | 전북 부안군 변산면 대항리 산51                        | 부안군                                   | 2020년 3월 20일 지정                                             | ,    |

## 참고 자료
- 전북도보 - '목차' - '문화재' 검색